# Бингемтон
Би́нгемтон (англ. Binghamton) — город, расположенный в южной части штата Нью-Йорк в США. В ряде дореволюционных русскоязычных источников город упоминается как Бингэмтон.

## География
Город расположен недалеко от границы штата Пенсильвания, в чашеобразной долине у слияния рек Саскуэханна и Шенанго. Бингемтон является центром округа Брум и является главным городом и культурным центром Большого Бингемтона, столичной области (также известный как Triple), где проживает четверть миллиона человек. Население самого города, в соответствии с переписью 2019 года 44399 человек.
|         | Юнион        | Ченанго | Фентон |  |
| Эндвелл | север        | Кирквуд |        |  |
| Эндвелл | Бингемтон    | Кирквуд |        |  |
| Эндвелл | юг           | Кирквуд |        |  |
| Вестал  | Сильвер-Лейк | Конклин |        |  |

### Население
Динамика численности населения по годам:
| 2000   | 2010   | 2019   |
| ------ | ------ | ------ |
| 44 399 | 47 404 | 47 399 |

| Расовый состав США (2010 г.) | Расовый состав США (2010 г.) | Расовый состав США (2010 г.) | Расовый состав США (2010 г.) | Расовый состав США (2010 г.) |
| ---------------------------- | ---------------------------- | ---------------------------- | ---------------------------- | ---------------------------- |
| белые                        |                              |                              | 82,82 %                      |                              |
| чёрные                       |                              |                              | 12,18 %                      |                              |
| индейцы                      |                              |                              | 0,34 %                       |                              |
| азиаты                       |                              |                              | 4,46 %                       |                              |
| народы Австралии и Океании   |                              |                              | 0.04 %                       |                              |
| иные                         |                              |                              | 2,15 %                       |                              |
| 2 и более расы               |                              |                              | 4,72 %                       |                              |

## История
Город был назван в честь Уильяма Бингема (англ. William Bingham; 1752—1804), богатого человека из Филадельфии, который купил прилегающие земли в 1792 году. До этого первыми из известных людей европейского происхождения, пришедших на эти земли, были войска Салливанской экспедиции в 1779 году, во время американской войны за независимость.
Со времен строительства железной дороги, Бингемтон был железнодорожным узлом и производственным центром, известным в разное время по производству сигар, обуви и высокотехнологичной продукции. IBM была основана в регионе, что привело к заметным концентрации электроники и оборонных фирм, которые продолжают существовать и сегодня. Население города значительно сократилось во второй половине 20 века за счет оттока населения в пригороды. Регион потерял значительную часть своей оборонной промышленности после окончания «холодной войны», хотя в дальнейшем Бингемтон стал крупным учебным центром.
В 1913 году 31 человек погиб в Бингемтоне в результате пожара в Clothing Company, который повлёк за собой многочисленные пожарные реформы в Нью-Йорке. Крупные наводнения в 1935 и 1936 привели к большому количеству смертей и к разрушению моста Street Bridge.
В настоящее время в Большом Бингемтоне располагается университет, а также продолжают концентрироваться высокотехнологичные фирмы, включая Lockheed Martin, IBM, BAE Systems, Rockwell Collins.

## Бингемтон как центр производства
В начале XX века Бингемтон прозвали Parlor City ( Жемчужный город) из-за его аккуратных улиц и привлекательных домов, в том числе особняков.
В конце XIX и начале XX веков, многие иммигранты приехали в эту столичную область, потому что в городе было множество рабочих мест, поэтому Большой Бингемтон стали называть долиной возможностей. Ранее, город Бингемтон был вторым по величине производителем сигар в Соединенных Штатах. Однако, в начале 1920-х годов, основным работодателем в регионе стал Эндикотт Джонсон, производитель обуви и развитие капитализма создало множество преимуществ для местных жителей. Население Бингемтона начало быстро расти от притока мигрантов.
После основания в городе компании IBM, город стал активно развиваться в области высоких технологий. Создание стимулятора полетов Link привело к большому спросу на инженеров. Другим работодателем был очень крупный американский производитель фототехники и материалов для фотографии Ansco. Вплоть до окончания холодной войны, город никогда не испытывал экономический спад, отчасти из-за своих отраслей военной и тяжелой промышленности.

## Известные уроженцы
- Олмстед, Марла — самая юная художница-абстракционистка, вокруг которой разгорелся скандал в 2005 году.